# Pushforward
Als Pushforward wird eine Abbildung zwischen Tangentialräumen glatter Mannigfaltigkeiten bezeichnet, die die im euklidischen Raum definierte Richtungsableitung verallgemeinert.
Das duale Konzept heißt meist Rücktransport (Pullback).

## Definition
Sind {\displaystyle M} und {\displaystyle N} glatte Mannigfaltigkeiten und ist {\displaystyle F\colon M\rightarrow N} eine glatte Abbildung, so definiert man den Pushforward
{\displaystyle F_{\ast }\colon T_{p}M\rightarrow T_{F(p)}N}
von {\displaystyle F} am Punkt {\displaystyle p\in M} durch
{\displaystyle (F_{*}v)(f)=v(f\circ F)}
für {\displaystyle v\in T_{p}M} und jede glatte Funktion 
{\displaystyle f\in {\mathcal {C}}^{\infty }(N)} auf der Mannigfaltigkeit {\displaystyle N}. Hierbei werden Tangentialvektoren als Richtungsableitungen (Derivationen) aufgefasst, vgl. Tangentialraum.
Auf diese Weise wird eine Abbildung {\displaystyle F_{\ast }\colon TM\to TN} definiert.

### Bezeichnungen und Schreibweisen
Andere Bezeichnungen für den Pushforward sind Ableitung, Differential und Tangentialabbildung von {\displaystyle F}.
Andere Schreibweisen sind {\displaystyle F\,'(p)v}, {\displaystyle DF_{p}(v)}, {\displaystyle D_{p}F(v)}, {\displaystyle dF_{p}(v)}, {\displaystyle d_{p}F(v)} und {\displaystyle T_{p}F(v)}.
Oft werden die Klammern um das Argument {\displaystyle v} auch weggelassen.

## Bedeutung für Tangentialvektoren von Kurven
Ist {\displaystyle v={\dot {c}}(t)\in T_{p}M} der Tangentialvektor einer differenzierbaren Kurve {\displaystyle c\colon I\to M} (hierbei ist {\displaystyle I} ein Intervall in {\displaystyle \mathbb {R} }) im Punkt {\displaystyle p=c(t)}, so ist {\displaystyle F_{*}v\,} der Tangentialvektor der Bildkurve {\displaystyle {\tilde {c}}=F\circ c\colon I\to N} im Bildpunkt {\displaystyle F(p)={\tilde {c}}(t)}, also
{\displaystyle F_{*}v={\dot {\tilde {c}}}(t)=(F\circ c)^{\cdot }(t)}.

## Darstellung in Koordinaten
Sind {\displaystyle (x_{1},\dots ,x_{m})} lokale Koordinaten auf {\displaystyle M} um {\displaystyle p} und {\displaystyle (y_{1},\dots ,y_{n})} lokale Koordinaten auf {\displaystyle N} um den Bildpunkt {\displaystyle F(p)}, so haben die Vektoren {\displaystyle v\in T_{p}M} und {\displaystyle w=F_{*}v\in T_{F(p)}N} die Darstellungen
{\displaystyle v=\sum _{j}v^{j}\,{\frac {\partial }{\partial x^{j}}}} bzw. {\displaystyle w=\sum _{i}w^{i}\,{\frac {\partial }{\partial y^{i}}}}.
Wird weiter die Abbildung {\displaystyle F\colon M\to N} durch die Funktionen
{\displaystyle f^{1}(x_{1},\dots ,x_{m}),\dots ,f^{n}(x_{1},\dots ,x_{m})} dargestellt, so gilt
{\displaystyle w^{i}=\sum _{j}{\frac {\partial f^{i}}{\partial x^{j}}}\,v^{j}}.

## Pushforward im euklidischen Raum
Liegt der Spezialfall {\displaystyle F\colon \mathbb {R} ^{m}\rightarrow \mathbb {R} ^{n}} vor, so stellt {\displaystyle F_{*}\,} nichts anderes als die totale Ableitung {\displaystyle DF(p)\colon \mathbb {R} ^{m}\rightarrow \mathbb {R} ^{n}} dar, wobei der euklidische Raum in natürlicher Weise mit seinem Tangentialraum identifiziert wird (die Unterscheidung zwischen Richtungsableitung und totaler Ableitung spielt hier keine Rolle, da die Funktion bereits als hinreichend glatt vorausgesetzt ist).
Oft wird der Tangentialraum {\displaystyle T_{p}\mathbb {R} ^{m}} des euklidischen Raums {\displaystyle \mathbb {R} ^{m}} im Punkt {\displaystyle p\in \mathbb {R} ^{m}} mit {\displaystyle \{p\}\times \mathbb {R} ^{m}} identifiziert, das Tangentialbündel {\displaystyle T\mathbb {R} ^{m}} also mit {\displaystyle \mathbb {R} ^{m}\times \mathbb {R} ^{m}}. In diesem Fall ist der Pushforward die Abbildung {\displaystyle F_{\ast }\colon (p,v)\mapsto (F(p),DF(p)(v))}.

## Eigenschaften
Für den Pushforward einer Verkettung {\displaystyle G\circ F\colon M\to P} zweier Abbildungen {\displaystyle F\colon M\to N} und {\displaystyle G\colon N\to P} gilt die Kettenregel:
{\displaystyle (G\circ F)_{\ast }=G_{\ast }\circ F_{\ast }}
bzw. punktweise
{\displaystyle (G\circ F)_{\ast p}=G_{\ast F(p)}\circ F_{\ast p}.}